# Kritické myšlení
Kritické myšlení, kritický postoj nebo také kritičnost (z řeckého κριτικός/kritikos – schopnost rozhodnout či rozlišit, od κρίνω/krinó – rozlišuji, soudím) znamená schopnost
- nepodléhat prvnímu dojmu, obecnému mínění nebo naléhavosti nějakého sdělení,
- naivně nepřebírat tradované názory,
- dokázat zaujmout odstup a připustit odlišný pohled,
- vytvořit si vlastní názor na základě vědomostí a zkušeností jak vlastních, tak i jiných kvalifikovaných osob.

Složitější definice charakterizuje kritické myšlení jako pečlivé a uvážlivé rozhodnutí o tom, zda nějaké tvrzení přijmeme, odmítneme, nebo se o něm zřekneme úsudku. K tomu je třeba vyvinout nezanedbatelné úsilí, neboť kritické myšlení je v základním rozporu s lidskou přirozeností, které vládne emotivita nad racionalitou.

## Historie
Tuto pro moderní dobu krajně významnou schopnost vyzdvihlo osvícenství, které Immanuel Kant charakterizoval požadavkem „Neboj se užívat vlastního rozumu“. Objevuje se tak vědecký skepticismus. Po rozpadu tradičních společností a náboženských jistot mohla lidské společnosti ještě nějakou dobu vést tak zvaná „velká vyprávění“ či „metanarace“, například národního osvobození, sociální spravedlnosti nebo pokroku, která se však v průběhu 20. století zčásti naplnila a zčásti zdiskreditovala v ideologiích totalitních hnutí. Na současného člověka se tak klade nárok kriticky, to jest vlastním rozumem a na základě vlastních zkušeností, zkoumat možnosti, které před ním stojí. Ve společnosti hojnosti a téměř úplné svobody tisku potřebují tuto schopnost už děti, aby si z nabízených možností dokázaly vůbec vybrat. Rozmach internetu a snadná dostupnost informací klade nároky na schopnost kritického myšlení při výchově.
Kritické myšlení je důležité, protože v záplavě názorů a informací učí informace analyzovat, vyhodnocovat a vysvětlovat. Kultivované myšlení snižuje riziko, že člověk přijímá povrchní informace z jakéhokoliv zdroje, že myslí a jedná na základě předsudků či stereotypů nebo cílené propagandy.